# 정천수

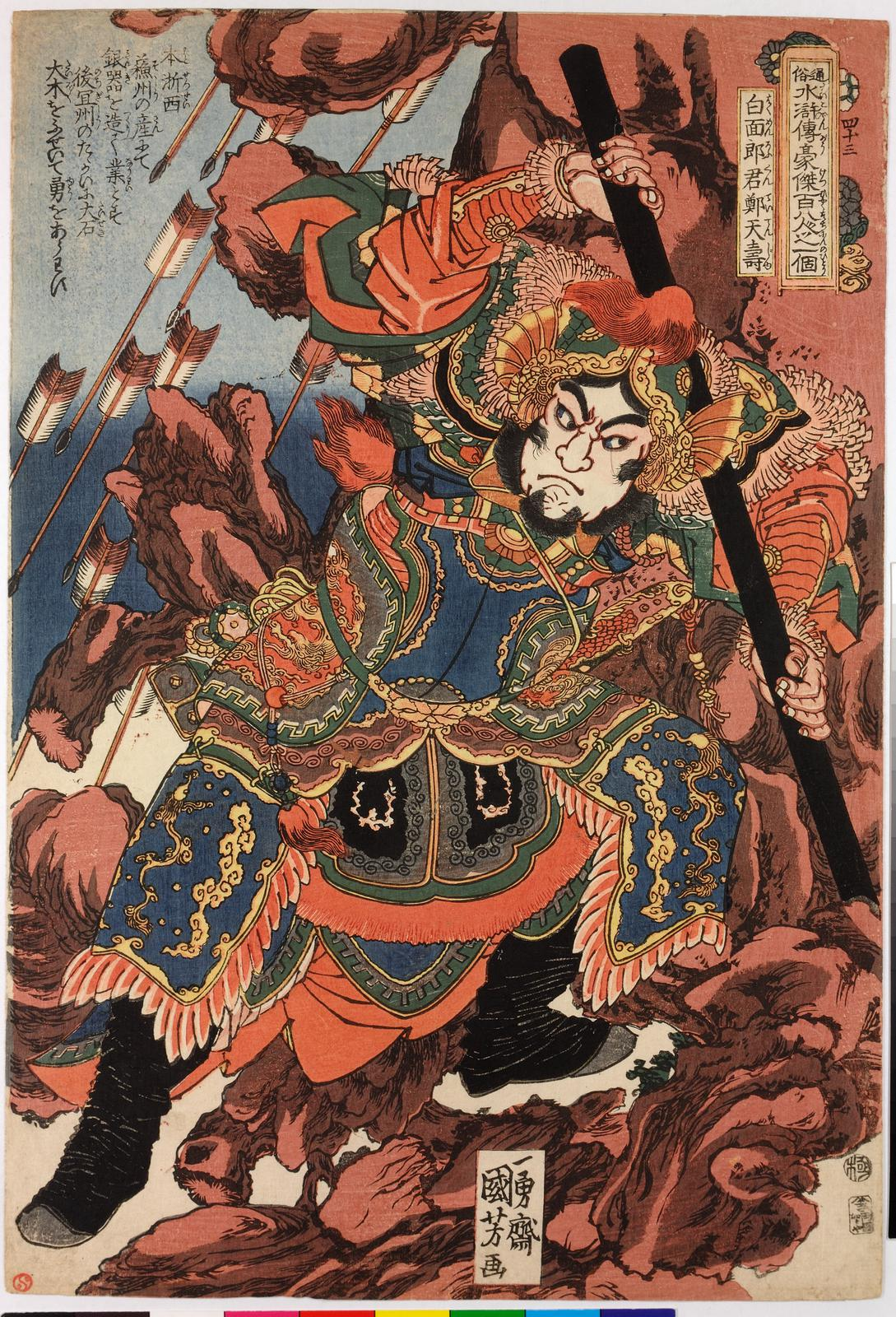
정천수

정천수(鄭天壽)는 중국의 사대기서(四大奇書) 중 하나인 《수호전》(水滸傳)에 등장하는 인물로, 108성 중 74위이자 지살성(地煞星)의 지이성(地異星)에 해당한다. 흰 얼굴에 단정한 외모를 가졌다 하여 백면낭군(白面郞君)이라는 별호로 불리며, 연청(燕靑)과 호각을 다툴 정도의 양산박(梁山泊) 제일의 미남자(美男子)이다.

## 생애
소주(蘇州) 출신으로 본래 은세공(銀細工)을 하며 생계를 유지하고 있었으며, 무예를 좋아하여 매일 무예를 연마하였으나 집안이 몰락해 전국을 방랑하게 되었다. 이후 청풍산(淸風山)에서 우연히 왕영(王英)을 만나 일대일 대결을 벌였으나 서로 승부가 나지 않았고, 이를 지켜본 연순(燕順)이 정천수와 왕영에게 동시에 청풍산의 산적이 될 것을 권해 수락했다. 어느 날 우연히 지나가던 송강(宋江)을 붙잡아오자 청풍산 산적들은 붙잡힌 사람이 송강이라는 사실을 모른 채 짐을 빼앗은 뒤 살가죽을 벗겨 죽이려 했지만, 짐에서 조개(晁蓋)가 송강에게 보내는 편지를 읽고는 송강이라는 사실을 알게 되었다. 이후 청풍산 산적들은 송강을 묶고 있던 오랏줄을 풀고 송강 앞에 옆드려 용서를 구했으며, 그 뒤 청풍산 산적들은 송강에게 주연을 베푸는 등 며칠 동안 정중하게 대접하였다. 며칠 뒤 왕영이 청풍채(淸風寨)의 장관(長官)인 유고(劉高)의 부인과 하녀를 잡아와 희롱하려 했지만, 송강은 풀어주기를 원했다. 또한 연순과 정천수 또한 이에 동조하면서 결국 왕영은 마지못해 두 사람을 풀어주었고, 이후 청풍산 산적들은 화영(花榮)을 만나러 청풍채로 떠나는 송강을 배웅했다.
이후 유고의 아내가 유고에게 송강이 산적이라고 해 송강이 유고에게 붙잡혔으며, 유고는 송강 편을 들어준 화영 또한 병마도감(兵馬都監)인 황신(黃信)을 시켜 붙잡아 두 사람을 청주(靑州)로 연행하려 하였다. 그 뒤 황신이 이끄는 호송대가 청풍산을 지나가게 되자 정천수는 연순, 왕영 함께 호송대를 공격했으며, 황신을 물리치고 송강과 화영을 구출하한 뒤 송강을 두령으로 삼았다. 이후 군정장관(軍政長官)인 진명(秦明)이 관군을 이끌고 공격해오자 지형을 이용해 이를 물리쳤으며, 송강 일행은 진명을 붙잡아 자신들의 동료로 삼으려고 하였지만 진명이 군인으로서의 자존심을 갖고 이를 거부하자 풀어주었다. 하지만 청주의 태수(太守)인 모용언달(慕容彦達)이 진명의 가족들을 살해하고 진명을 죽이려 하자, 진명은 다시 청풍산으로 돌아와 산적의 일원이 되었다. 이후 진명의 설득으로 황신 또한 청풍산 산적의 일원이 되었고, 송강 일행이 화영의 가족들을 구출하고자 청풍채를 습격하자  요새를 지키는 역할을 수행했다. 그 뒤 동경(東京)에서 토벌대가 올 것을 우려해 송강은 청풍산의 산적들을 이끌고 양산박(梁山泊)으로 향했으며, 도중에 개인적인 사정으로 송강이 제외된 채 나머지 일행들은 양산박의 일원이 되었다.
이후 송강이 관에 자수해 강주(江州)로 유배된 뒤 처형될 위기에 처하자, 정천수는 다른 양산박 산적들과 함께 유배지로 가 송강을 구출했다. 그 뒤에는 양산박의 입구를 방어하는 역할을 수행했으며, 북경(北京) 공격시부터 본격적으로 전장에 참가하였다.
108성 집결 이후에는 보병군(步兵軍) 장교(將校) 중 한 명으로 임명되었으며, 관군과의 전투에서 선원으로 변장하여 적의 수군을 습격하는 등 좋은 활약을 보였다. 이후 방랍(方臘)의 난을 진압하는 과정에서 선주(宣州)를 공격하다가 적군이 성벽 위에서 떨어뜨린 통나무에 깔려 중상을 입었으며, 아군 진영으로 돌아온 후 사망했다.